# Estación Ludueña
Ludueña es una estación ferroviaria ubicada en el barrio de Ludueña de la ciudad de Rosario, Provincia de Santa Fe, Argentina.

## Servicios
La estación corresponde al Ferrocarril General Bartolomé Mitre de la red ferroviaria argentina.
Se encuentra actualmente con operaciones de cargas y sin operaciones de pasajeros, sin embargo por sus vías transitan los servicios Retiro-Rosario/Córdoba/Tucumán de la empresa estatal Trenes Argentinos Operaciones, aunque no hacen parada en esta.

## Historia
Ludueña fue una estación ferroviaria construida por el FCCA (troncha ancha) en el año 1892, creada para el intercambio de carga entre éste ferrocarril y el FCPSF (Ferrocarril Provincial de Santa Fe) y el FCCGBA (Ferrocarril Compañía General de Buenos Aires) ambos de trocha angosta y de capitales Franceses. Con la nacionalización de los ferrocarriles, en la década de los 50, la estación pasó a pertenecer al FCGBM y los ramales de trocha angosta que llegaban para intercambiar cargas en ella pasaron a formar parte del FCGMB.
Para principios de los 60 la estación estaba clasificada por el Ferrocarril Mitre como de 1.ª categoría habilitada para el servicio de pasajeros, encomiendas, cargas generales y hacienda. Hacia esta época ya no se encontraba habilitada para el intercambio de cargas entre las distintas trocha, había dejado de ser una estación de intercambio.
La estación Ludueña era una intermedia en el corredor Rosario Central - Cañada de Gómez, estando la misma a 4,7 km de la estación Rosario Central cabecera del ramal.
Ludueña también fue una estación intermedia para el ramal que provenía de Buenos Aires  vía Pergamino, es decir (Retiro-Victoria-Pergamino-Peyrano-Soldini-Rosario Central). En este corredor, principalmente de cargas, la estación Ludueña se ubicaba en el kilómetro 347,1 desde Buenos Aires (Estación Retiro Mitre).